# Пауки и мухи
Пауки и мухи (нем. Die Fliegen und die Spinnen) — небольшой политический, революционный памфлет или аллегорический рассказ-прокламация, созданный Вильгельмом Либкнехтом на немецком языке.
Сочинение  впервые было издано в газете «Der Sozialdemokrat», первая часть — 7/VI 1883 (№ 24), вторая часть — 14 /VI 1883 (№ 25). Сочинение получило широчайшее распространение и стало своеобразным  «бестселлером» в конце 19-го — в начале 20-го века, его печатали различные революционные партии: меньшевики, эсеры, большевики. На русском языке сочинение было издано около 50 раз. В 1917 году книга Вильгельма Либкнехта «Пауки и мухи» разошлась тиражом более миллиона экземпляров. «Пауки и мухи» Либкнехта издавался в виде брошюры или листовки кроме  русского языка, на эстонском, еврейском, грузинском, украинском, белорусском, польском языках.

## Содержание
В сочинении толстые капиталисты это пауки, они противопоставляются обедневшим рабочим — мухам; паук-вампир, в образе хозяина-капиталиста, плетет сети, в которые попадает рабочий — муха, рабочий вынужден работать на капиталиста. Паук-капиталист сосет кровушку из мухи-рабочего, заставляет его трудиться по 12 часов, и отбирает у рабочего плоды его труда — бо́льшую часть прибавочной стоимости, от чего капиталист становится все богаче. А бедная муха-рабочий гибнет от невыносимых условий труда и от нищеты, таким образом паук-капиталист высасывает кровь из мухи-рабочего и убивает в итоге муху-рабочего.. По отдельности каждая муха бессильна и не может противостоять пауку, поэтому автор в конце памфлета  призывает мух к объединению и к революции — к разрушению паучьих сетей.
Золотоносов  высказал предположение, что Корней Чуковский мог использовать для создания детской сказки «Муха-Цокотуха»  памфлет Вильгельма Либкнехта.

## Переводы
на русском
Пауки и мухи
на украинском
Павуки та Мухи
на польском
Muchy i pająki czyli Robotnicy i kapitaliści
на английском
The Spider and the Fly
на французском
L'araignée et la mouche